# Sangiban
Sangiban a fost un rege al alanilor din secolul al V-lea din perioada invaziei Galiei a lui Attila, regele hunilor (451). A fost succesorul lui Goar ca rege al alanilor foederati în regiunea din jurul Aurelianumului (astăzi Orleans). Conform lui Iordanes, Sangiban i-a promis lui Attila înainte de bătălia de pe Câmpiile Catalaunice că va deschide porțile orașului și va lăsa Aurelianum în mâinile hunilor. Suspectând acest lucru, romanii și vizigoții l-au pus pe Sangiban în centrul liniei de rezistență împotriva hunilor.
Iordanes nu menționează dacă Sangiban a supraviețuit bătăliei. În orice caz, alanii din Aurelianum au fost cuceriți de vizigoți câțiva ani mai târziu și încorporați în Regatul gotic de la Toulouse.